# 德意志非洲軍
德意志非洲軍（德語： 聽
ⓘ）是二次大戰北非戰場中的德國裝甲部隊，編制為軍。由於附屬於軍的部隊有輕微變動，所以這詞通常用於表示它的司令部和戰鬥部隊。

## 历史
1941年2月12日為了支援意大利抵抗同盟國名為羅盤行動的反擊，德意志國防軍最高統帥部组建了非洲軍。这只遠征軍由隆美爾指揮，最初只包括第5裝甲團以及一些小部隊。這些部隊在2月抵達非洲時組成了德軍第5輕裝甲師。在隆美爾反攻並重奪昔蘭尼加的大部份區域後轉為防守后，德军第15裝甲师到達。此時非洲軍由兩個師和其它幾個支援部隊组成，並隸屬於義大利驻非洲军队的指揮下。1941年10月1日第5輕裝甲師改稱為第21裝甲師，仍附屬於非洲軍。
1941年夏天國防軍最高統帥部决定在非洲建立一個新指揮部，稱為非洲裝甲群（德語：Panzergruppe Afrika）。1941年8月15日非洲裝甲群正式建立，隆美爾担任司令，非洲軍則交由路德維克·克呂維爾指揮，非洲裝甲群控制非洲軍以及一些額外派遣到非洲的德国部隊以及兩個軍的意大利部隊。
1942年1月30日非洲裝甲群更名为非洲装甲集团军（德語：Panzerarmee Afrika），非洲軍由非洲装甲集团军指挥。1942年10月非洲装甲集团军
更名为德国-意大利装甲集团军（德語：Deutsch-Italienische Panzerarmee），非洲軍由德国-意大利装甲集团军指挥。
1942年11月盟軍入侵摩洛哥和阿爾及利亞的火炬行動，德国國防軍最高統帥部於1942年11月19日在突尼西亞建立第90師升級其非洲部隊，又於12月8日在那裡設立一個新的第5裝甲軍司令部，並歸於汉斯-约根·冯·阿尼姆陸軍上將的指揮下。
1943年2月德国-意大利装甲集团军更名为非洲集团军群（德語：Heeresgruppe Afrika），德意志非洲軍由非洲集团军群指挥。此时非洲集团军群的指挥官为隆美爾。
1943年3月10日汉斯-约根·冯·阿尼姆接替埃尔温·隆美爾担任非洲集团军群司令。1943年5月13日非洲集团军群（包括非洲軍團）以及其他在非洲的軸心國部隊投降。

## 術語註釋
非洲軍一詞的严格地讲只包括非洲軍总部及其附屬部隊，但外行的作家、新聞媒體以及盟軍退役老兵經常錯誤地用這詞代表在撤退到突尼西亞之前所有在北非的德國部隊。最著名的其他部隊包括Afrika zbV（「特殊用途」）師，由最初的步兵師慢慢提升為一個摩托師，後來重組為第90輕非洲裝甲師、第164輕非洲裝甲師（均為步兵師），以及雷姆克傘兵旅（以指揮官赫曼-柏恩哈特·雷姆克命名）。還有八個屬於隆美爾非洲装甲集团军的意大利師，包括兩個裝甲師，兩個摩托師，三個步兵師，以及傘兵師（Folgore Division）。裝甲軍由一批德國和意大利的小分隊支援。
「輕」（德語：Leichte）一字不歸屬於標準化組織和設備表（TOE）中。比如，第5輕裝甲師與第21裝甲師編制相似，反之第164輕非洲裝甲師起初是部分摩托化但從來都沒有坦克的步兵師。好幾個德國師在非洲時會偶爾重新編組或重新裝備而沒有改名，或者相反地改名而沒有實際重組。

## 歷史附筆

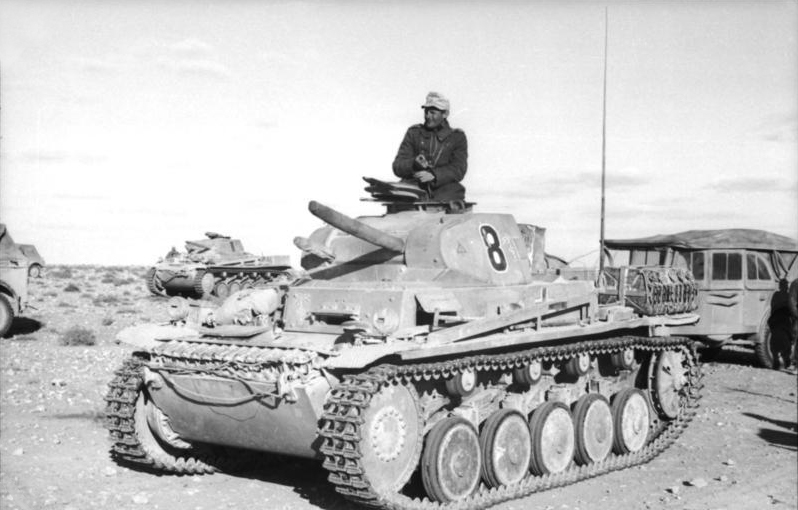
一台隸屬非洲軍團的二號戰車。

軸心國的非洲部隊於1943年5月12日投降，但是3個於西非作戰的師後來於歐洲重組。第15裝甲師重組為第15裝甲擲彈師，第90輕裝甲師重組為第90裝甲擲彈師，而德國第21裝甲師以原本名稱重組。

## 非洲軍團進行曲
| 第一首： "Panzer rollen in Afrika vor."（《戰車在非洲奔馳》又译作《非洲就在我们坦克前方》） | |
| 第一节 Panzer des Führers ihr Britten habt acht! Sie sind zu Eurer Vernichtung erdacht Sie furchten vor Tod und vor Teufel sich nicht An ihnen das britische Hochmut zerbricht Es rasselten die Ketten, es drohnt der Motor, Panzer rollen in Afrika vor.                                                                                    | 第一节翻译 元首的坦克你们英国人注意了! 它们是为你们的毁灭而建的 他们不怕死也不怕鬼 他们打破英国的傲慢 履帶在抖动，引擎在咆哮， 坦克在非洲大地上奔驰。                                                             |
| 第二节 Heiß über Afrikas Boden die Sonne glüht. Unsere Panzermotoren singen ihr Lied! Deutsche Panzer im Sonnenbrand, Stehen zum Kampf gegen Engeland. Es rasseln die Ketten, es dröhnt der Motor, Panzer rollen in Afrika vor. | 第二节翻译 酷暑遍及整個非洲大陆，太陽如此炎热。 我們的坦克引擎在唱它們的歌！ 德國人的战车在骄阳下， 与英國人捉对厮杀。 履帶在抖动，引擎在咆哮， 坦克於在非洲大地上奔馳。                                          |
| 第三节 Heiß über Afrikas Boden die Sonne glüht. Unsere Panzermotoren singen ihr Lied! Deutsche Panzer im Sonnenbrand, Stehen zum Kampf gegen Engeland. Es rasseln die Ketten, es dröhnt der Motor, Panzer rollen in Afrika vor. | 第三节翻译 酷暑遍及整個非洲大陆，太陽如此炎热。 我們的坦克引擎在唱它們的歌！ 德國人的战车在骄阳下， 与英國人捉对厮杀。 履帶在抖动，引擎在咆哮， 坦克於在非洲大地上奔馳。                                          |
| 第二首： "Unser Rommel"（《我們的隆美爾》） | |
| 第一節 Wir sind das deutsche Afrikakorps Des Führers verwegene Truppe Wir stürmen wie die Teufel hervor Versalzen dem Tommy die Suppe Wir fürchten nicht Hitze und Wüstensand Wir trotzen dem Durst und dem Sonnenbrand Marschieren beim Takt unserer Trommel Vorwärts, vorwärts Vorwärts mit unserem Rommel!                                | 第一節翻譯 我們是德意志非洲師 元首最鍾愛的勁旅 我們如惡魔般席捲敵軍 在英國佬的湯中灑上鹽巴 我們不懼怕非洲熾熱與非洲黃沙 我們藐視口渴與豔陽 隨著戰鼓音符行軍 前進，前進 與我們的隆美爾一同前進！                   |
| 第二節 Die Briten fürchten uns wie die Pest Sie sitzen auf glühenden Kohlen Wir rächen Deutsch-Ost und rächen Südwest Das einst sie uns feige gestohlen Sind Churchhill und Roosevelt auch Wut entbrannt Wir werfen die Feinde in jedem Land Es schlägt Generalmarsch die Trommel Vorwärts, vorwärts Vorwärts mit unserem Rommel!            | 第二節翻譯 英國佬視我們如瘟疫 成日如坐針氈 你们的领土横跨东西， 竊取的德國東部與西南部土地 讓邱吉爾和羅斯福狂暴地發怒 我們掃蕩一切大德意志的敵人 鼓敲出了「整裝」的信息 前進，前進 與我們的隆美爾一同前進！       |
| 第三節 Mit uns im Kampf und im Siege vereint Marschieren Italiens Scharen Bis einst die Sonne des Friedens uns scheint Und wieder gen Deutschland wir fahren. Doch wenn mich die feindliche Kugel fand So lasset mich ruhen im Wüstensand Und rühret noch einmal die Trommel Vorwärts, vorwärts（有爭議的句子） Vorwärts mit unserem Rommel! | 第三節翻譯 戰場與勝利使我們團結 與義大利友軍共行軍 直到和平的曙光再次照耀吾等 並再次回到家鄉。 若敵人的子彈終結我的生命 就讓我在黃沙中長眠吧! 並為我敲擊戰鼓! 前進，前進（有爭議的句子） 與我們的隆美爾一同前進！ |